# Vertical Man
 (novembre 2020).
Si vous disposez d'ouvrages ou d'articles de référence ou si vous connaissez des sites web de qualité traitant du thème abordé ici, merci de compléter l'article en donnant les références utiles à sa vérifiabilité et en les liant à la section « Notes et références ».
Albums de Ringo Starr
Ringo Starr and His Third All-Starr Band-Volume 1
(1997) VH1 Storytellers
(1998)
Vertical Man est le onzième album studio de la carrière solo de Ringo Starr, paru en 1998. On y retrouve des personnalités telles que Alanis Morissette, Steven Tyler, Ozzy Osbourne, Scott Weiland, Tom Petty, George Martin, Paul McCartney, et George Harrison. On retrouve aussi parmi la multitude de choristes sur la chanson La De Da, le producteur musicien québécois Daniel Lanois. Par le titre de l'album, Ringo veut prouver qu'il est debout, qu'il se sent bien, prêt à aller de l'avant. Le titre lui aurait été inspiré par un dicton du XVIIe siècle : « Supportons les hommes d'action, car trop de louanges vont à ceux de paroles ». Ringo considérait alors cet album comme « Le meilleur qu['il ait] enregistré ces quinze dernières années [à l'époque] ». Le public fut pourtant assez déçu du résultat.
L'album comporte trois titres notables : la chanson-titre, avec Ozzy Osbourne aux chœurs (le « Madman » ayant toujours été un grand fan des Beatles, en particulier de John Lennon), l'hymne La De Da et une reprise de Love Me Do, le premier single des Beatles. Sur l'enregistrement original, en 1962, Ringo pense encore qu'il ne jouait pas (en réalité, c'est bien lui à la batterie sur la version du 45 tours original mais pas sur la version de l'album Please Please Me joué à l'origine par le batteur studio Andy White). Il a par ailleurs, avec ce titre, rompu une promesse qu'il s'était faite au début de sa carrière solo, celle de ne « jamais enregistrer de titre des Beatles ».
Il existe une édition japonaise de cet album qui contient 2 titres supplémentaires : Mr. Double-It-Up (qui contient un petit hommage avec une version instrumentale bossa de With a Little Help from My Friends en fin de chanson) et Everyday.

## Pistes
| 1.    | One                   | Ringo Starr, Mark Hudson, Dean Grakal et Steve Dudas | 3:02 |
| 2.    | What in the... World  | Starr, Hudson, Grakal et Dudas                       | 3:29 |
| 3.    | Mindfield             | Starr, Hudson, Grakal et Dudas                       | 4:06 |
| 4.    | King of Broken Hearts | Starr, Hudson, Grakal et Dudas                       | 4:44 |
| 5.    | Love Me Do            | Lennon/McCartney                                     | 3:44 |
| 6.    | Vertical Man          | Starr, Hudson, Grakal et Dudas                       | 4:43 |
| 7.    | Drift Away            | Williams                                             | 4:10 |
| 8.    | I Was Walkin'         | Starr, Hudson et Grakal                              | 3:21 |
| 9.    | La De Da              | Starr, Hudson, Grakal et Dudas                       | 5:41 |
| 10.   | Without Understanding | Starr, Hudson et Dudas                               | 4:22 |
| 11.   | I'll Be Fine Anywhere | Starr, Hudson, Grakal et Dudas                       | 3:42 |
| 12.   | Puppet                | Starr, Hudson, Grakal et Dudas                       | 3:21 |
| 13.   | I'm Yours             | Starr, Hudson et Mark Nevin                          | 3:23 |
| 51:48 |                       |                                                      |      |

## Crédits
- Mixé par Geoff Emerick
- Producteur et chœurs : Mark Hudson
- Ingénieur du son : Scott Gordon
- Voix et producteur : Ringo Starr
- Pochette : Ringo Starr, Barbara Bach, Mark Hudson et Barbara Vander Linde